# Škoda 22Tr

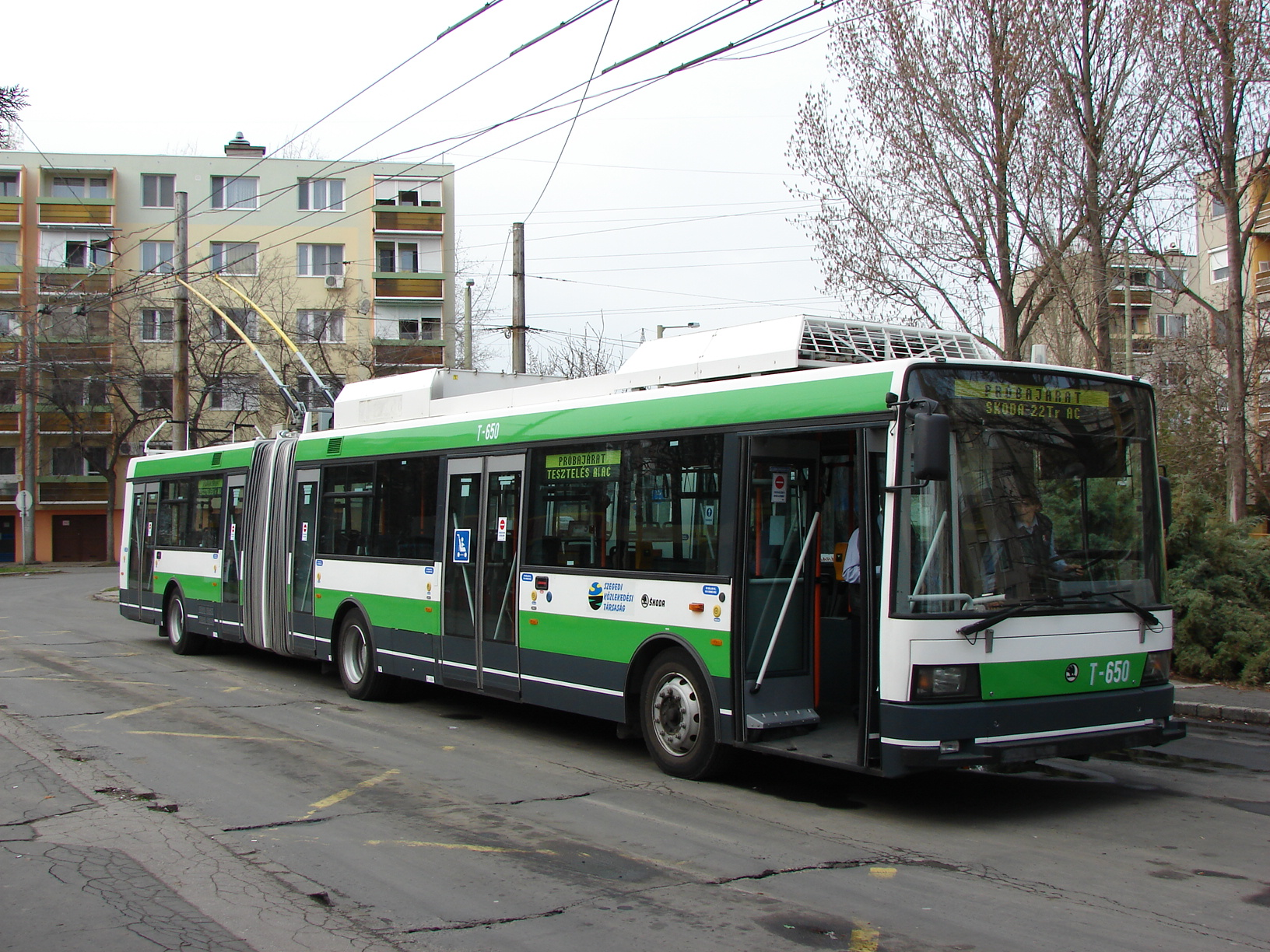
Trolejbus Škoda 22TrAC v Szegedu

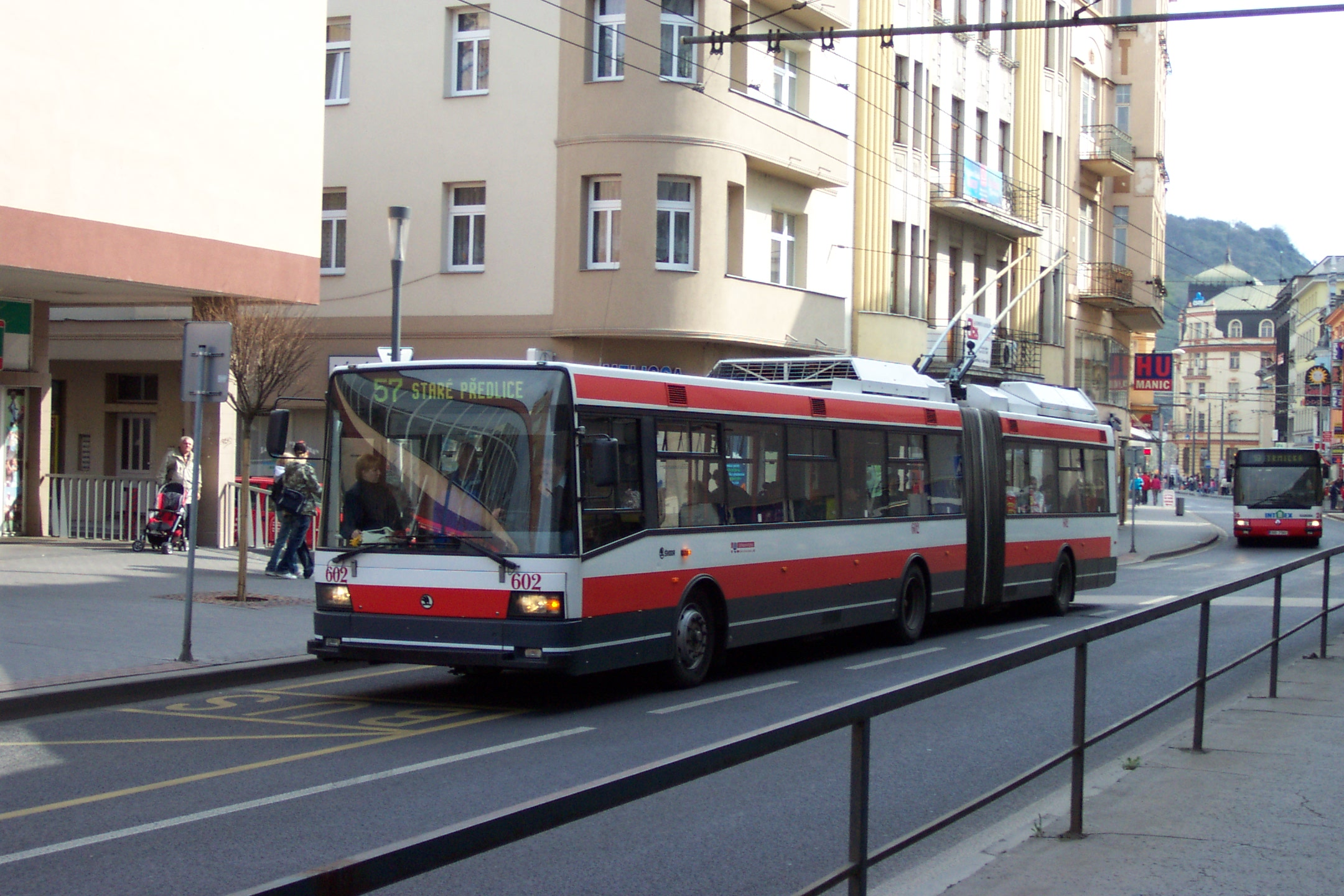
Ústecký trolejbus 22Tr

Škoda 22Tr je nízkopodlažní dvoučlánkový trolejbus, který byl vyráběn v letech 2002 až 2004 firmou Škoda Ostrov. Konstrukčně z něj byl odvozen standardní trolejbus Škoda 21Tr a autobus Škoda 21Ab. 

## Konstrukce
Byl vyvinut na počátku 90. let 20. století jako první typ nové modelové řady trolejbusů Škoda. Teprve později byl z tohoto kloubového vozidla odvozen standardní trolejbus 21Tr a autobus 21Ab. Zatímco výroba těchto dvou typů byla brzy zahájena, 22Tr zůstal pouze ve dvou prototypech. Teprve v roce 1999 došlo k obnovení prací na projektu nízkopodlažního dvoučlánkového trolejbusu a první sériové vozy byly vyrobeny až v roce 2002. Designově celou modelovou řadu zpracoval Ing. arch. Patrik Kotas.
22Tr je moderní třínápravové nízkopodlažní vozidlo se samonosnou karoserií. Ta sestává ze dvou částí, které jsou navzájem spojeny kloubem a krycím měchem. Karoserie je ocelová, na čelech vozu s plastovými skořepinami. V pravé bočnici se nacházejí troje dvoukřídlé skládací dveře. Před a za kloubem (respektive krycím měchem) jsou ještě umístěny dvoje jednokřídlé skládací dveře. Všechny dveře jsou ovládány elektropneumaticky, cestující si je otevírají individuálně (poptávkové otevírání dveří). Podlaha vozu je od prvních dveří až za druhé dveře ve výšce 360 mm nad vozovkou. Dále je již zvýšena na 560 mm (sedačky jsou přitom umístěny na zvláštních vyvýšených stupních). Podlahu pokrývá protiskluzová krytina.
Elektrická výzbroj je založena na pulzní regulaci dvou stejnosměrných sériových trakčních motorů. Každý pulzní měnič obsahuje GTO tyristory, v případě vozů pro Brno IGCT tyristory. Do prvního prototypu byla namontována odlišná elektrická výzbroj AEG (proto byl označen jako Škoda 22TrG), ostatní vyrobené vozy již mají výzbroj Škoda.

### 22TrAC
22TrAC je označení pro jediný vyrobený trolejbus s jedním asynchronním trakčním motorem. Mechanicky se od ostatních vozů 22Tr příliš neliší, výrazné změny se dotkly pouze elektrické části trolejbusu.

## Prototypy

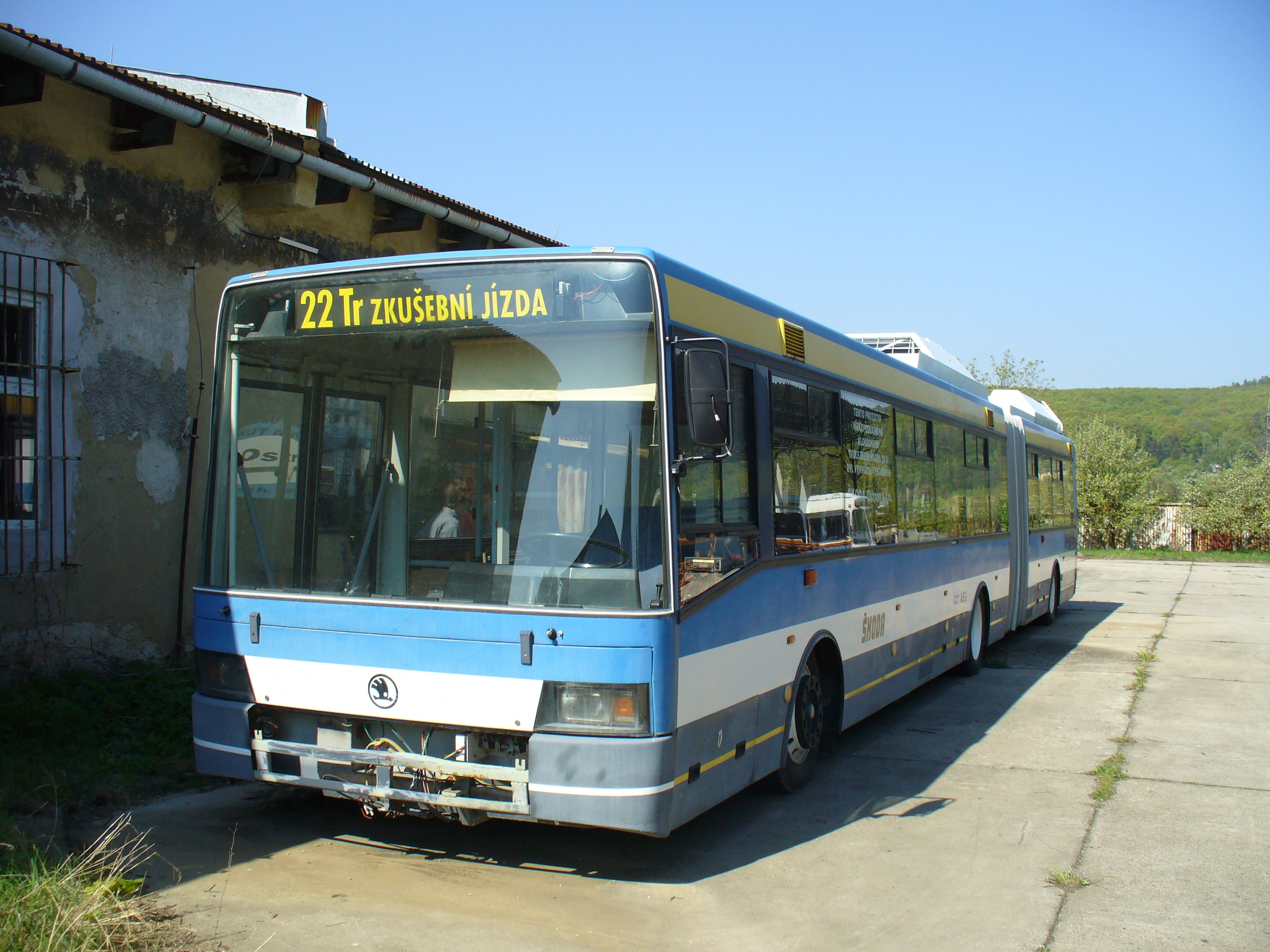
Částečně rozebraný první prototyp Škoda 22TrG

První prototyp trolejbusu 22Tr byl vyroben v roce 1993. Po zkouškách na tovární trati do Jáchymova byl v letech 1994 a 1995 rozsáhle zkoušen v Ústí nad Labem. Pro poruchu výzbroje byl ale odeslán zpět výrobci, kde zůstal několik let odstaven. Postupem času se z něj stal prakticky vrak, dokonce se uvažovalo o sešrotování. V roce 2004 byl odprodán občanskému sdružení Za záchranu historických trolejbusů a autobusů (ZHTA). Byl přepraven do Brna, kde po několikaměsíčním odstavení ve vozovně Komín byl převezen do bývalých řečkovických kasáren, které v současnosti využívá Technické muzeum v Brně pro deponování svých historických autobusů a trolejbusů. Při převozu do moravské metropole se počítalo se zprovozněním vozu a úpravou pro běžný brněnský provoz, tyto plány však nebyly uskutečněny. V roce 2010 byl Technickým muzeem odkoupen a postupně byl rozebrán.
Druhý prototyp vozu 22Tr (značen též jako 22TrS) byl vyroben v roce 1994. V letech 1995 až 1997 byl zkoušen a předváděn v Plzni, Brně a Ostravě. Následně byl u výrobce odstaven. V roce 2000 byl upraven pro běžný provoz a o rok později vykonal v Ústí nad Labem typové zkoušky. Vůz byl ústeckému dopravnímu podniku odprodán, obdržel evidenční číslo 601. Vůz byl roku 2010 odstaven z provozu, původně zamýšlená generální oprava ve firmě Zliner ale nebyla uskutečněna. Trolejbus byl dlouhodobě odstaven ve vozovně Všebořice a teprve v říjnu 2014 byl přetažen do haly údržby za účelem zjištění technického stavu vozu. Dopravní podnik se následně rozhodl pro rekonstrukci vozidla ve spolupráci s firmou Acier. V červnu 2016 byl skelet vozu kompletně opraven a nalakován a v dílnách DP probíhala postupná montáž vozu. V roce 2021 jeho generální oprava skončila, v říjnu toho roku absolvoval první zkušební jízdy v ulicích města a do běžného provozu začal být opětovně vypravován v listopadu 2021.
Prototyp, a také jediný vyrobený vůz 22TrAC byl vyroben v roce 2003. Původně šlo pouze o testovací a předváděcí vůz. Po ukončení výroby ve Škodě Ostrov o rok později zůstal v areálu firmy, později byl přetažen do plzeňského areálu. Prodán byl až v roce 2006, v maďarském Szegedu obdržel evidenční číslo T-650. Z provozu byl odstaven v roce 2015 a roku 2020 byl sešrotován.

## Dodávky trolejbusů
V letech 1993 až 2004 bylo vyrobeno celkem 13 vozů typu 22Tr.
| Současný stát | Město          | Článek | Typ    | Roky dodávek | Počet vozů | Evidenční čísla při dodání | Poznámky                                            | Zdroj       |
| ------------- | -------------- | ------ | ------ | ------------ | ---------- | -------------------------- | --------------------------------------------------- | ----------- |
| Česko         | Brno           | článek | 22Tr   | 2003–2004    | 8          | 3601–3608                  |                                                     | [ 4 ]       |
| Česko         | Ústí nad Labem | článek | 22Tr   | 2002–2003    | 3          | 601–603                    | 601 – druhý prototyp                                | [ 5 ]       |
| Česko         | ZHTA Jihlava   | —      | 22TrG  | 2004         | 1          | —                          | první prototyp, první český nízkopodlažní trolejbus | [ 6 ]       |
| Maďarsko      | Szeged         | článek | 22TrAC | 2006         | 1          | T-650                      | prototyp 22TrAC                                     | [ 7 ] [ 8 ] |

## Provoz trolejbusů Škoda 22Tr

### Brno
Dopravní podnik města Brna původně objednal 12 trolejbusů Škoda 22Tr, vzhledem k problémům výrobce a následnému ukončení výroby trolejbusů v Ostrově jich bylo dodáno pouze osm, které byly označeny čísly 3601–3608. Počínaje prosincem 2021 začaly být vozy 22Tr odstavovány, neboť byla zahájena obnova vozového parku nově dodávanými trolejbusy Škoda 27Tr. Jako poslední zůstaly v provozu do konce roku 2022 vozy č. 3603 a 3605, naposledy byl na běžnou linku vypraven trolejbus č. 3605 dne 19. prosince 2022. Rozlučková akce k ukončení provozu typu 22Tr se uskutečnila 22. ledna 2023, kdy vozy č. 3603 a 3605 jezdily na zvláštní lince.
Trolejbus č. 3601, který byl v letech 2022–2023 renovován do původního stavu, se stal součástí skupiny retro vozidel Dopravního podniku města Brna a od roku 2023 začal být v nepracovních dnech od jara do podzimu příležitostně vypravován na běžnou linku 25.

### Ústí nad Labem
V letech 2002 až 2003 byly zakoupeny tři trolejbusy Škoda 22Tr ev. č. 601 až 603. Po jejich dodání se uvažovalo o nákupu dalších trolejbusů 22Tr, nakonec ale kvůli obavám z dětských nemocí tohoto typu došlo k nákupu čtyř trolejbusů Škoda 15TrM ev. č. 563 až 566.
Vůz č. 601, původně druhý prototyp, byl v letech 2010–2021 dlouhodobě odstaven, přičemž od roku 2014 podstupoval generální opravu. Na podzim 2021 se vrátil do běžného provozu. Zbylé dva vozy jezdily na linkách do roku 2015 (č. 602), respektive 2016 (č. 603), kdy byly také odstaveny. Po několika letech byla na nich rovněž zahájena generální oprava, která však v roce 2022 zůstala nedokončena. V září 2023 nabídl ústecký dopravní podnik oba rozpracované vozy k prodeji. V březnu 2024 byl vůz č. 601, poslední trolejbus 22Tr v pravidelném provozu, odstaven (naposledy vyjel 12. března) a převeden mezi historické vozy.

### Ostatní provozy
Dopravní společnost Zlín-Otrokovice objednala v roce 1998 sedm trolejbusů 22Tr, ty však nebyly dodány.

## Historické vozy
| Původní provoz | Evidenční číslo | Současný majitel             | Typ  | Rok výroby | Historický od roku | Poznámka                                   | Zdroj         |
| -------------- | --------------- | ---------------------------- | ---- | ---------- | ------------------ | ------------------------------------------ | ------------- |
| Brno           | 3601            | DP Brno                      | 22Tr | 2003       | 2023               | 2022–2023 renovace do původního stavu      | [ 12 ]        |
| Brno           | 3605            | Podkarpatský dopravný spolok | 22Tr | 2004       | 2023               |                                            | [ 19 ] [ 20 ] |
| Ústí nad Labem | 601             | DP Ústí nad Labem            | 22Tr | 1994       | 2024               | druhý prototyp, 2014–2021 generální oprava | [ 17 ]        |